# 慕容軍
慕容軍（?—?），昌黎棘城（今辽宁省义县西北）人，前燕宗室，慕容鲜卑慕容廆的兒子，慕容皝的兄弟。
333年，慕容皝的同母弟征虏将军慕容仁在平郭（今辽宁省盖州市南）起兵反对慕容皝，慕容皝派军祭酒封奕慰抚辽东。命高诩为广武将军，领兵五千与异母弟、建武将军慕容幼、慕容稚、广威将军慕容军、宁远将军慕容汗、司马佟寿共同讨伐慕容仁，在汶城以北与慕容仁交战，慕容幼、慕容稚、慕容军都被掳获。佟寿归降慕容仁。孙机据辽东城响应慕容仁，封奕和慕容汗返回。慕容仁尽占辽东。
336年正月十九日，慕容皝率领弟弟军师将军慕容评等从昌黎东行踏冰而进三百多里。在历林口弃辎重，轻兵赴平郭。慕容仁率全军在城西北结阵，慕容军率部归降慕容皝，慕容皝乘机攻袭，慕容仁被擒获，慕容皝赐死慕容仁。慕容幼、慕容稚、佟寿、郭充、翟楷、庞鉴等人都向东逃亡，慕容幼中途返回。翟楷、庞鉴被追上斩首。佟寿、郭充逃奔高丽。
339年，前燕国前军师慕容评、广威将军慕容军、折冲将军慕舆根等人攻袭后赵辽西，俘获一千多家百姓。后赵镇远将军石成、积弩将军呼延晃、建威将军张支等人追击，呼延晃和张支被慕容评等人斩杀。344年，慕容皝攻伐宇文逸豆归。任命慕容翰为前锋将军，刘佩为副；命慕容军、慕容恪、慕容霸及折冲将军慕舆根率军，分三路同时进发。
扶馀居住在鹿山，为百济所侵，部落衰落离散，向西迁徙靠近前燕，不设防备。346年，前燕王慕容皝派世子慕容儁率慕容军、慕容恪、慕舆根三位将军、一万七千骑兵进攻扶馀。慕容儁居中指挥，具体军务委派给慕容恪，攻克扶馀，掳获扶馀玄王和五万多民众。慕容皝任玄王为镇军将军，把女儿许配给他为妻。
352年，前燕王慕容儁派广威将军慕容军、殿中将军慕舆根、右司马皇甫真等人率二万人步、骑兵协助慕容评攻打冉魏邺城。353年，卫将军慕容恪、抚军将军慕容军、左将军慕容彪等人屡次荐举给事黄门侍郎慕容霸，说他有显赫于世之才，应总揽重任。前燕皇帝慕容儁任命慕容霸为使持节、安东将军、北冀州刺史、镇守常山。354年，慕容儁封抚军将军慕容军为襄阳王。